# Les Animaux
Pour plus de détails, voir Fiche technique et Distribution.
Les Animaux est un film documentaire français réalisé par Frédéric Rossif et sorti en 1963.

## Fiche technique
- Titre original : The Animals
- Réalisation : Frédéric Rossif
- Production :  Ancinex Films, Télé Hachette
- Musique : Maurice Jarre
- Type : Noir et blanc
- Format : 35 mm
- Durée : 90 minutes
- Date de sortie : 20 décembre 1963[1],[2]

## Distribution
- Martine Sarcey : Récitante
- Marcelle Ranson-Hervé : Récitante
- Jean-Pierre Marielle : Récitant
- Jean-Marc Bory : Récitant
- Maurice Escande : Récitant
- Lamont Johnson : Narrateur
- Bethel Leslie : co-narrateur

## Autour du documentaire
Frédéric Rossif a structuré son film en neuf parties, allant de la création du monde à la redécouverte du paradis terrestre, en sélectionnant des séquences issues de films animaliers parmi 300 000 m de pellicule.[réf. souhaitée]